# Liste der Nummer-eins-Hits in Schweden (1997)
Diese Liste enthält alle Nummer-eins-Hits in Schweden im Jahr 1997. Es gab in diesem Jahr 13 Nummer-eins-Singles und 21 Nummer-eins-Alben.
| Singles | Alben |
| --- | --- |
| - The Prodigy – Breathe - 3 Wochen (27. Dezember 1996 – 16. Januar 1997, insgesamt 6 Wochen; → 1996) - Toni Braxton – Un-Break My Heart - 4 Wochen (17. Januar – 13. Februar, insgesamt 6 Wochen; → 1996) - Depeche Mode – Barrel of a Gun - 1 Woche (14. Februar – 20. Februar) - Toni Braxton – Un-Break My Heart - 1 Woche (21. Februar – 27. Februar, insgesamt 6 Wochen) - Together – Vänner - 6 Wochen (28. Februar – 10. April) - Depeche Mode – It's No Good - 1 Woche (11. April – 17. April) - Per Gessle – Do You Wanna Be My Lover? - 1 Woche (18. April – 24. April) - Paradisio – Bailando - 6 Wochen (25. April – 5. Juni, insgesamt 10 Wochen) - Hanson – MMMBop - 1 Woche (6. Juni – 12. Juni) - Paradisio – Bailando - 4 Wochen (13. Juni – 10. Juli, insgesamt 10 Wochen) - Puff Daddy, Faith Evans & 112 – I’ll Be Missing You - 8 Wochen (11. Juli – 4. September) - Aqua – Barbie Girl - 3 Wochen (5. September – 25. September) - Elton John – Something About the Way You Look Tonight / Candle in the Wind 1997 - 7 Wochen (26. September – 13. November) - Cue – Burnin’ - 4 Wochen (14. November – 11. Dezember) - Hanson – I Will Come to You - 5 Wochen (12. Dezember 1997 – 15. Januar 1998) | - Vaya Con Dios – The Best of - 6 Wochen (29. November 1996 – 9. Januar 1997) - Smurfarna – Smurfhits 1 - 1 Woche (10. Januar – 16. Januar) - Barbra Streisand – A Collection: Greatest Hits… and More - 4 Wochen (17. Januar – 13. Februar) - Niklas Strömstedt – Långt liv i lycka - 2 Wochen (14. Februar – 27. Februar) - Eric Gadd – The Right Way - 2 Wochen (28. Februar – 13. März, insgesamt 4 Wochen) - U2 – Pop - 2 Wochen (14. März – 27. März) - Eric Gadd – The Right Way - 2 Wochen (28. März – 10. April, insgesamt 4 Wochen) - Smurfarna – Smurfhits 2 - 2 Wochen (11. April – 24. April) - Depeche Mode – Ultra - 3 Wochen (25. April – 15. Mai) - Per Gessle – The World According to Gessle - 1 Woche (16. Mai – 22. Mai) - John Fogerty – Blue Moon Swamp - 5 Wochen (23. Mai – 26. Juni, insgesamt 8 Wochen) - Spice Girls – Spice - 1 Woche (27. Juni – 3. Juli) - John Fogerty – Blue Moon Swamp - 1 Woche (4. Juli – 10. Juli, insgesamt 8 Wochen) - The Prodigy – The Fat of the Land - 4 Wochen (11. Juli – 7. August) - John Fogerty – Blue Moon Swamp - 2 Wochen (8. August – 21. August, insgesamt 8 Wochen) - Backstreet Boys – Backstreet’s Back - 1 Woche (22. August – 28. August) - Oasis – Be Here Now - 3 Wochen (29. August – 18. September) - Aqua – Aquarium - 2 Wochen (19. September – 2. Oktober, insgesamt 6 Wochen) - The Rolling Stones – Bridges to Babylon - 3 Wochen (3. Oktober – 23. Oktober) - The Verve – Urban Hymns - 1 Woche (24. Oktober – 30. Oktober) - Magnus Uggla – Karaoke - 2 Wochen (31. Oktober – 13. November) - Enya – Paint The Sky With Stars – The Best Of - 1 Woche (14. November – 20. November, insgesamt 2 Wochen; → 1998) - Kent – Isola - 1 Woche (21. November – 27. November) - Metallica – ReLoad - 1 Woche (28. November – 4. Dezember) - Aqua – Aquarium - 4 Wochen (5. Dezember 1997 – 1. Januar 1998, insgesamt 6 Wochen) |